# 斯庫丁冰川
斯庫丁冰川（英語：Scudding Glacier），是南極洲的冰川，位於維多利亞地的斯科特海岸，處於康沃伊山脈地區，全長6公里，由新西蘭探險隊命名，現時由南極條約體系管理。